# La Costeña
La Costeña – linia lotnicza z siedzibą w Managui, w Nikaragui. Obsługuje połączenia krajowe.